# مت رایف
متیو استیون رایف (انگلیسی: Matthew Steven Rife؛ متولد ۱۰ سپتامبر ۱۹۹۵) کمدین و بازیگر آمریکایی است.